# Ез-Зарка (провінція)
Ез-Зарка (араб. محافظة الزرقاء, досл. «синя, блакитна») — провінція в Йорданії. Адміністративний центр — місто Ез-Зарка, друге за величиною в країні. Також в провінції розташована Ер-Руссайфа, четверте за величиною місто Йорданії. Ез-Зарка відома своїми військовими й авіаційними базами.

## Історія

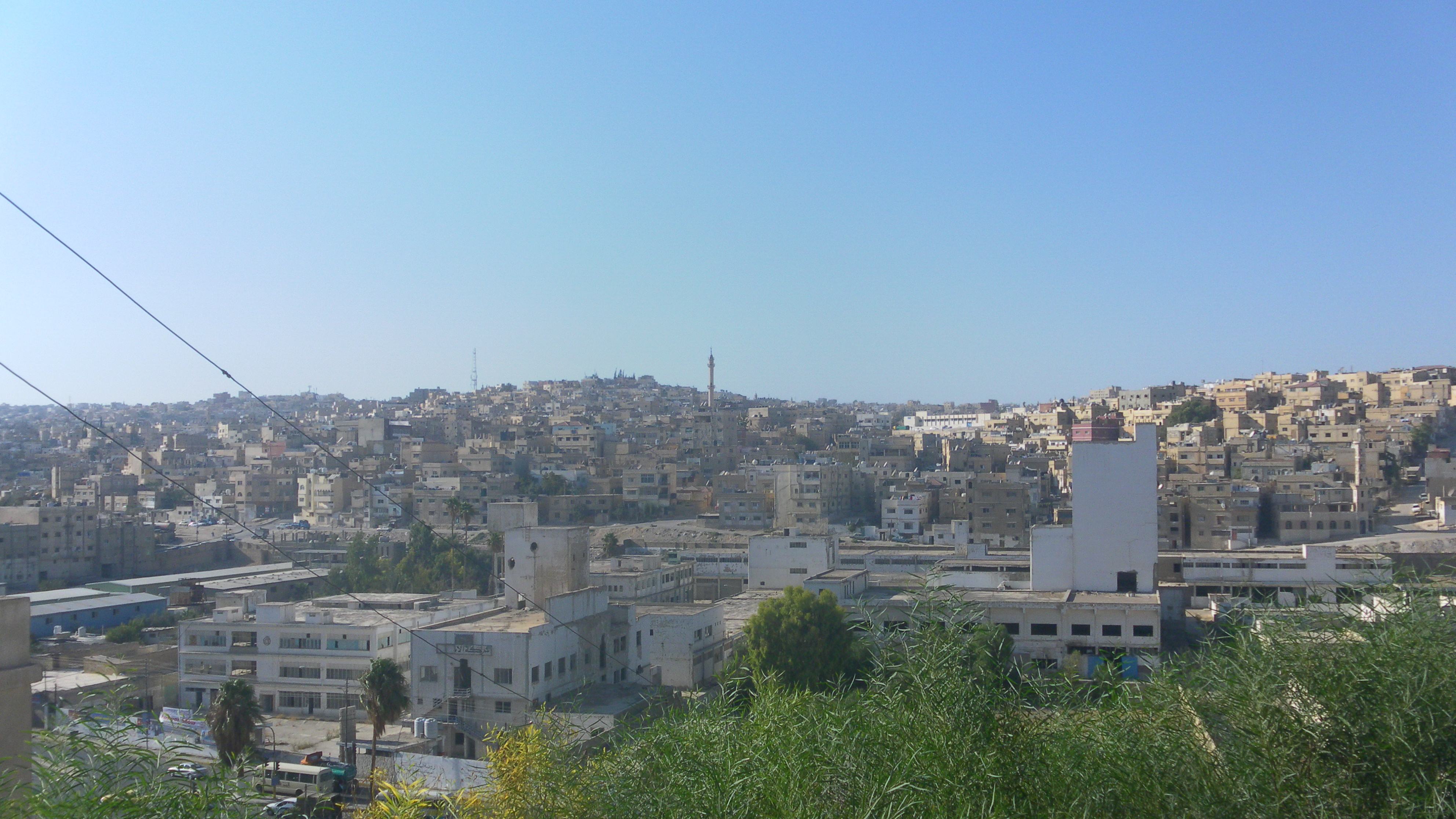
Місто Ер-Руссайфа

Територія провінції Ез-Зарка була заселена з бронзової доби. Найвидатнішими державними утвореннями до приходу римлян були Аммонітське та Набатейське царства, за правління яких було споруджене укріплене поселення, відоме під назвою Каср-ель-Халлабат. Згодом воно використовувався як форт римлянами, а потім як палац Омеядами.

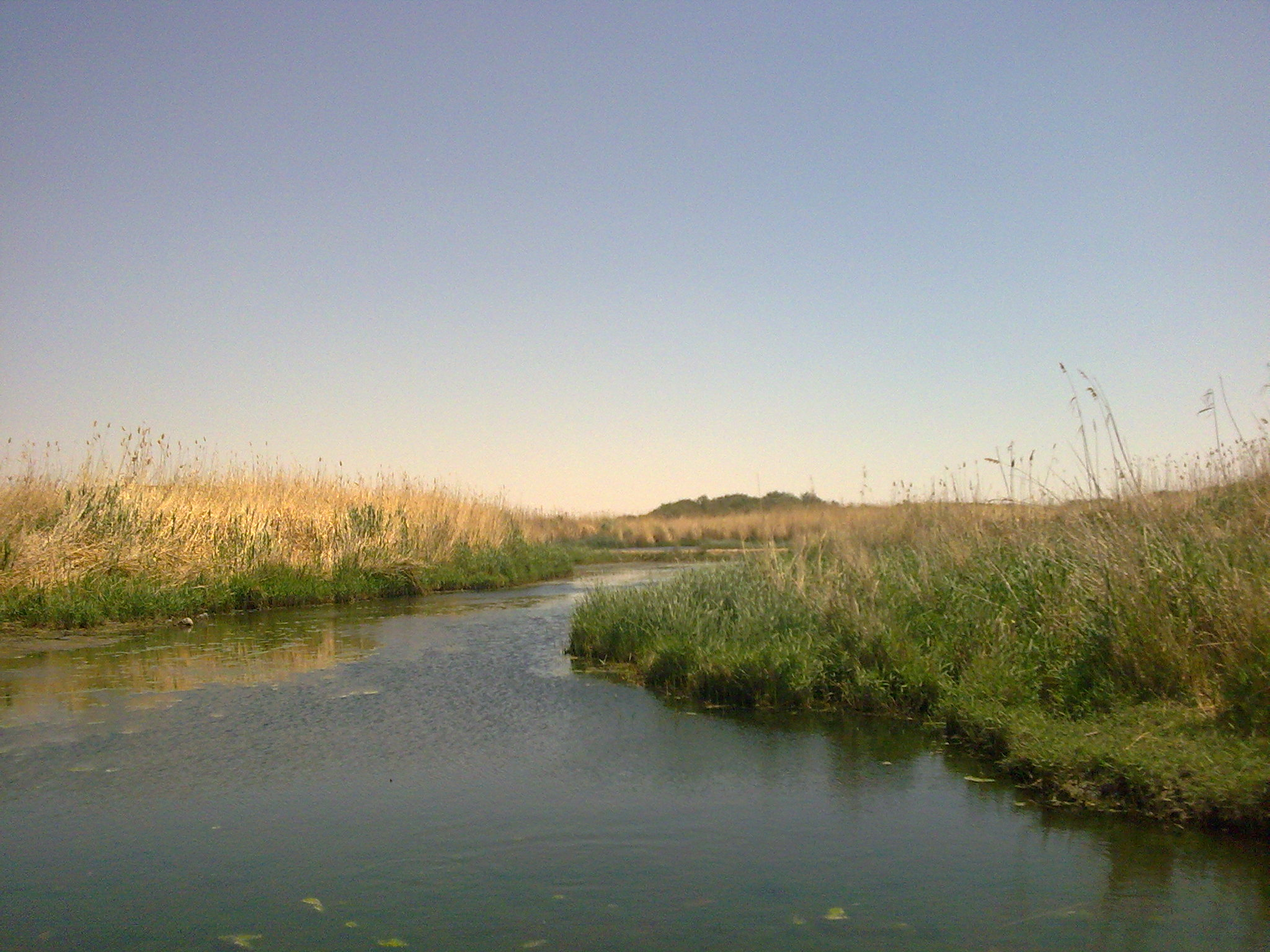
Заповідник Ель-Азрак, що входить до переліку рамсарських угідь

Найзначнішими історичними пам'ятками регіону є пустельні палаци доби Омеядів, а саме: Кусейр-Амра, що входить до переліку Світової спадщини ЮНЕСКО, Каср-ель-Халлабат, Каср-Шабіб у середмісті Ез-Зарки та Каср-ель-Азрак.
Після завершення будівництва Хіджазької залізниці Османською імперією на початку 1900-х років Ез-Зарка стала стратегічним транспортним вузлом, що з'єднував міста Дамаск і Медину. Незабаром Арабський легіон Йорданії на чолі з Глабб-пашою мав свої основні бази в Ез-Зарці.
В 2014 році біля міста Азрак було відкрито однойменний табір для біженців, що має потенціал стати другим за величиною в світі.

## Географія

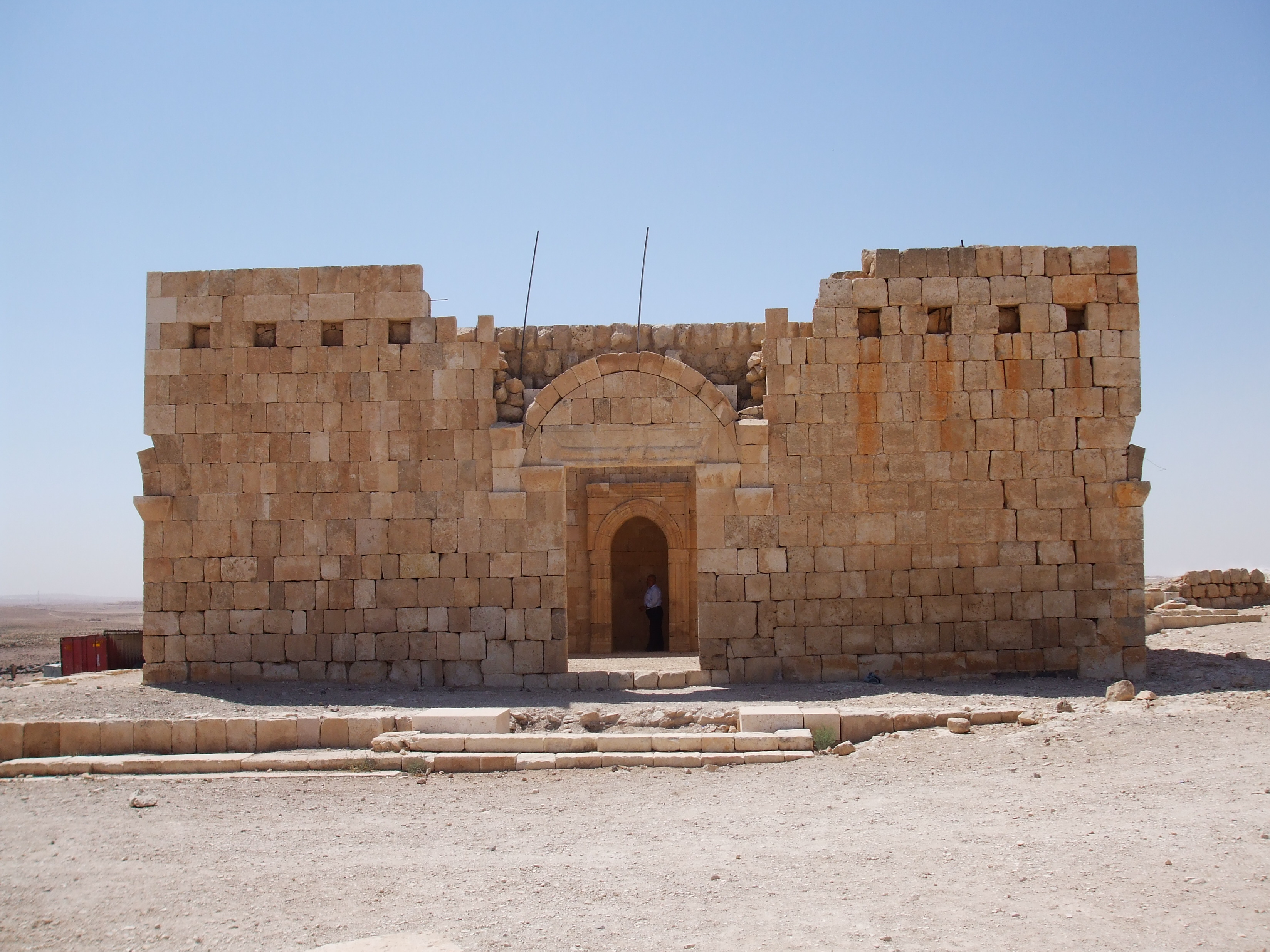
Набатейський палац Каср-ель-Халлабат

Провінція Ез-Зарка складається з трьох районів. З півночі та північного сходу Ез-Зарка межує з провінцією Ель-Мафрак, з півдня та південного заходу — з провінцією Ель-Асіма, із заходу — з провінціями Джераш та Ель-Балка. Ез-Зарка також має міжнародний кордон із Саудівською Аравією на південному сході.

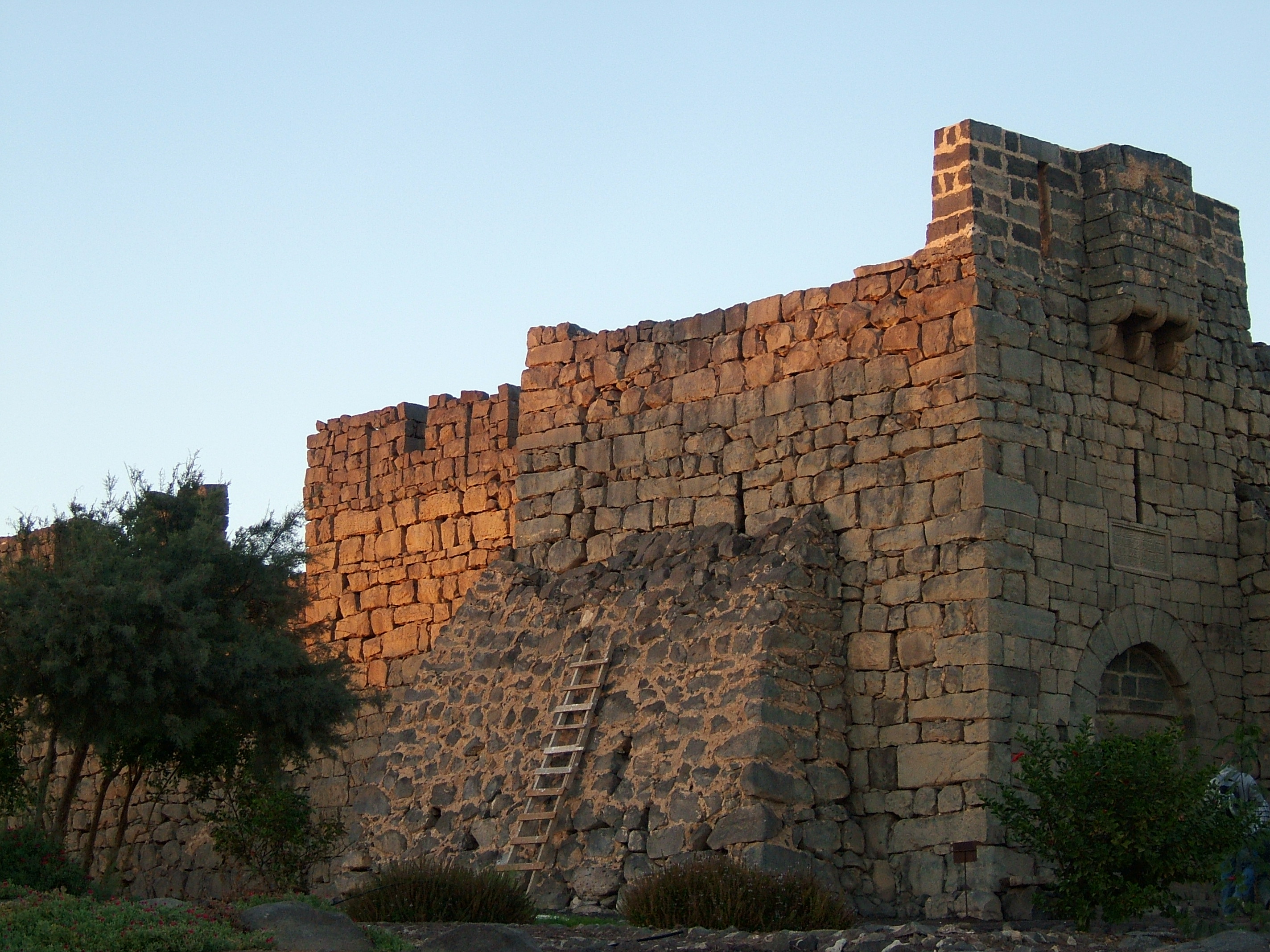
Каср-ель-Азрак

Переважна більшість території, охопленої Ез-Заркою, є частиною плато Сирійської пустелі. Густонаселені західні регіони провінції лежать у басейні річки Ез-Зарка. Два міста регіону, Ез-Зарка й Ер-Русейфа, є другим і четвертим за величиною містами Йорданії відповідно.

## Населення
За переписом населення 2004 року, що населення провінції Ез-Зарка становило 764 650 осіб, з яких 94,5% було міським населенням, а 5,5% — сільським. Громадяни Йорданії становили 97% населення. Співвідношення жінок та чоловіків становило 46% до 54%. 